# Phorbas baffini
Phorbas baffini är en svampdjursart som först beskrevs av Brøndsted 1933.  Phorbas baffini ingår i släktet Phorbas och familjen Hymedesmiidae. Inga underarter finns listade i Catalogue of Life.